# Prosobonia parvirostris
La playera de Tuamotu o titi (Prosobonia parvirostris)  es una especie de ave charadriforme de la familia Scolopacidae en peligro de extinción. Es endémica de las islas del Archipiélago Tuamotu en la Polinesia Francesa. Se lo denomina comúnmente Titi tuamotu o kivi kivi en idioma tuamotu. En el atolón Morane, se encuentra una de las colonias más grandes de Prosobonia parvirostris.

## Descripción
Mide 17 cm de longitud. El pico es negro, puntiagudo y corto. El plumaje es marrón o castaño en las partes superiores con entramados de tonos más claros en el lomo y las alas y con pequeñas líneas o puntos blancos en la cabeza; ceja blanca ancha, mejillas y mentón blancos. Las rectrices son de color marrón con puntas blancas y marcas triangulares blancas en las redes externas. Las partes inferiores son blancuzcas, o de color crema, ante o leonado con líneas marrón, especialmente en el pecho.

## Distribución
La especie ha sido registrada en los siguientes atolones (de noroeste a sureste):
- Rangiroa, Niau, Kauehi y Fakarava en las islas Palliser.
- Raraka, Katiu, Tahanea, Tuanake, Hiti y Tepoto Sur en las islas Raevski
- Puka Puka en las islas de la Decepción.
- Anuanuraro en las islas del Duque de Gloucester.
- Nukutavake y Pinaki entre Raeffsky y el Grupo Acteon.
- Tenararo, Vahanga, Tenarunga, Matureivavao, en cercanías del grupo Acteon.
- Morane, al sur del grupo Acteon,
- Makaroa, Kamaka y Manui en las islas Gambier.

## Hábitat
Prosobonia parvirostris es una especie endémica del archipiélago Tuamotu. Habita en las playas, en zonas de matorrales altos, donde construye sus nidos.

## Alimentación
Se alimenta principalmente de invertebrados, semillas, néctar y material vegetal, que busca y obtiene de matorrales y árboles, así como de la superficie del suelo y en la hojarasca.

## Reproducción
Vive en parejas para la crianza, en territorios muy pequeños de unos 20 × 30 m. Anida tanto en arbustos, si los encuentra, como en el suelo. Las hembras ponen dos huevos por nidada. Actualmente, los polluelos tienen una supervivencia muy baja, no solo porque son depredados por cangrejos de los cocoteros, sino porque debido al hacinamiento la mayoría muere de hambre.

## Amenazas
Se encuentra amenazada por la introducción de ratas (Rattus rattus), y gatos salvajes (Felis catus). Sobrevive únicamente en aquella islas o atolones, que no han sido invadidas por estas especies. Sin embargo, el avance en los cultivos de cocoteros, pone en riego su hábitat natural, lo que representa una amenaza en el mediano plazo para la especie.

## Protección
Se están realizando estudios posibles sitios de reintroducción, sobre la base de los conocimientos obtenidos sobre su alimentación, ecología reproductiva y depredadores. Ya se ha tenido éxito eliminado las ratas de algunos islotes y atolones. Las medidas significativas de conservación pueden tener un costo, necesario para reducir sustancialmente la probabilidad de su extinción.